# انخفاض وتدي-فكي علوي
الانخفاض الوتدي الفكي العلوي هو مساحة صغيرة مثلثة الشكل تقع عند زاوية اتصال الشق الوتدي الفكي العلوي مع الشق الجناحي الفكي العلوي ويتموضع تحت قمة محجر العين. وهو يتشكل من الأعلى بوساطة السطح السفلي للعظم الوتدي وبوساطة الزائدة المحجرية لعظم الحنك.